# Polybioides psecas
Polybioides psecas är en getingart som beskrevs av François du Buysson 1913. Polybioides psecas ingår i släktet Polybioides och familjen getingar. Inga underarter finns listade i Catalogue of Life.